# 劉子綏
劉子綏（456年—466年9月19日），字宝孙，宋孝武帝劉駿第四子，母為阮容华。

## 母
阮容华，宋孝武帝的容华，孝建三年（456年）生劉子綏。

## 生平
大明二年四月甲申（458年5月9日），封安陆王，食邑二千户，出继安陆宣王劉睿。大明四年三月丁卯（460年4月11日），任都督郢州诸军事、冠军将军、郢州刺史，进号后军将军，加持节。永光元年十二月乙丑（466年1月8日），改封劉子綏为江夏王，改封劉睿为江夏宣王。
泰始元年十二月甲申（466年1月27日），进号征南将军，劉子綏不受命，和劉子房、劉子顼一起举兵叛乱，反抗新登基的刘彧。泰始二年八月己卯（466年9月19日），叛乱平定，劉子綏与晋安王劉子勋、临海王劉子顼、邵陵王劉子元一并被赐死。